# Isola Gallinara
L'isola Gallinara o isola Gallinaria (A Gainâa in ligure, Insula Gallinaria o Gailiata in latino) è un'isola situata nei pressi della costa ligure, nella Riviera di Ponente, di fronte al comune di Albenga al quale appartiene. L'isola dista 1,5 km dalla costa, dalla quale è separata da un canale profondo in media 12 m; essa costituisce la Riserva naturale regionale dell'Isola di Gallinara.

## Geologia e geomorfologia
L'isola Gallinara si trova davanti alla punta del quartiere Ingauno di Vadino, staccatasi dalla terraferma a causa di un innalzamento marino avvenuto nel quaternario.
Il canale tra la terraferma e l'Isola è largo esattamente 1300 m nel punto più stretto, tra il molo del cantiere e il porto dell'isola, e ha una profondità tra gli 11 ai 20 m e presenta un fondale sabbioso. La morfologia dei fondali riprende il terreno dell'Isola con a sud fondali che raggiungono rapidamente i 50 m di profondità, mentre a nord non superano i 10 m.
Le falesie, cioè le coste rocciose a picco sul mare che circondano l'Isola, sono di quarziti di colore grigio, in banchi dello spessore di alcuni decimetri, con conglomerati che affiorano nella parte rivolta a nord. La direzione degli strati è la stessa dell'antistante capo di Santa Croce, da cui l'isola si è sicuramente separata. L'erosione marina ha determinato una morfologia a costa alta, più accentuata nei versanti meridionali e orientali più esposti al mare. Le falesie per questa caratteristica di irraggiungibilità ospitano i nidi dei gabbiani reali.

## Origini del nome
L'isola prende il nome dalle galline selvatiche che la popolavano in passato, come riportano Catone e Varrone, oltre che Lucio Columella. Le galline erano selvatiche, oppure sfuggite da qualche stiva di un'imbarcazione e poi liberamente riprodottesi. Ribatezzare le isole con i nomi di animali era un'usanza romana, come Caprera, Capri e Capraia, oppure la Cunicularia. Come gli antichi ingauni chiamassero l'isola prima dell'arrivo dei romani resta un mistero. Il nome che troviamo sui documenti romani è Insula Gallinaria o Gailiata.

## Ambiente
Ha le coste frastagliate e tra queste è situato un porticciolo. È sede di una delle più grandi colonie di nidificazione dei gabbiani reali nel mar Ligure. Rispetta dei caratteri di naturalità importanti tale da essere stata considerata Riserva Naturale.

### Ecosistema marino
I fondali marini dell'Isola Gallinara sono in buone condizioni tale da poter trovare vita diverse specie protette creando un habitat diversificato per molte specie, tra cui la posidonia oceanica.

## Storia
(Da un'epigrafe presente in Villa Diana)
L'isola prende il nome dalle galline selvatiche che la popolavano in passato, come riportano Catone e Varrone. Ha rivestito nell'antichità un ruolo fondamentale per le rotte da e per la Gallia e la penisola Iberica; compare nella Tabula Peutingeriana con il nome di Gailiata. Sono state rinvenute testimonianze sporadiche di vario materiale a partire dal V secolo a.C. (anfore massaliote).

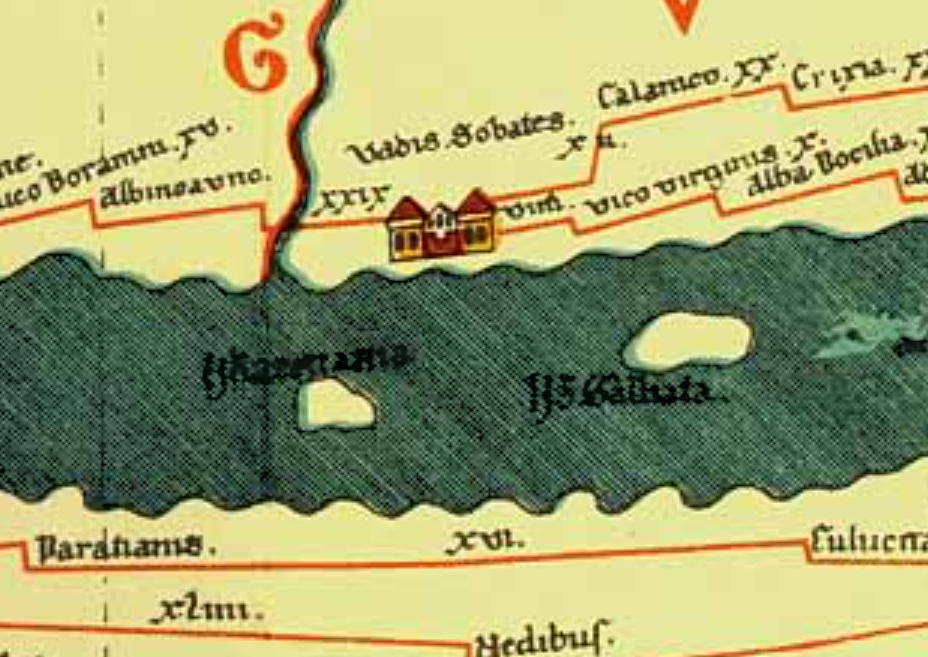
Particolare della Tabula Peutingeriana con Albingauno e Gailiata segnati

L'isola è legata alla figura di san Martino di Tours, impegnato nella lotta contro l'eresia ariana, che venne per questo anche frustato (nella nativa Pannonia) e cacciato, prima dalla Francia, poi da Milano, dove erano stati eletti vescovi ariani. Nel 357 si recò quindi sull'Isola Gallinara, dove condusse quattro anni di vita in eremitaggio parziale, poiché non del tutto solo, visto che le cronache segnalano che sarebbe stato in compagnia di un prete, uomo di grandi virtù, probabilmente Sulpicio Severo, e per un periodo con Ilario di Poitiers; su quest’isola si cibava di elleboro, una pianta che ignorava fosse velenosa. Una leggenda narra che trovandosi in punto di morte per aver mangiato quest’erba, pregò e venne miracolato. Lasciò l'isola per tornare quindi a Poitiers.
Per ricordare il pellegrinaggio da lui compiuto a piedi da Sabaria (oggi Szombathely in Ungheria) fino all'isola si è costituito in seno al progetto europeo New Pelgrim Age, la Via Sancti Martini.
Di questo periodo trascorso sull'isola si ha la rappresentazione di sant'Ilario di Poitiers mentre scaccia un drago dall'Isola Gallinara: il drago rappresenta l'eresia ariana. In quest'epoca passa sull'isola anche san Gaudenzio.
Dopo le distruzioni saracene del IX e X secolo l'edificio monastico venne ricostruito dai benedettini.
Nel 940 il vescovo di Albenga Ingolfo assegnò ai monaci il monastero di San Martino in Albenga, che divenne la sede in terraferma dell'abbazia, assieme alla basilica di San Calocero e alla chiesa di S. Anna ai Monti e in seguito anche la Chiesa di Santa Maria in Fontibus e altri possedimenti dei dintorni. 
Nel 1011 l'abbazia è documentata e denominata come monastero dei santi Maria e Martino con vasti possedimenti e del feudo del contado ingauno, un territorio che va da Sanremo a Finale Ligure, con capoluogo Albenga. Di questo periodo è la più antica definizione che troviamo del monastero della Gallinaria come Sancte Marie e Sancti Martini in Insula Gallinaria. Nel 1044 ottenne da papa Benedetto IX l'esenzione dalla giurisdizione vescovile e ottenne diverse proprietà e munificenze in Italia, in Catalogna e Barcellona, in Provenza specie nella zona di Fréjus (fra cui la chiesa di San Leonzio) e in Corsica.
Furono gli Arduinici a porre sotto la loro protezione il monastero di San Martino dell'Isola Gallinara, che ricevette già nel 1011 importanti donazioni presso la corte di Barcellona, da esponenti di alto livello con beni importanti quali San Pere de Riudebitlles priorato con la sua chiesa e il suo vasto territorio, il Castrum de Capra in posizione strategica ai fini della Reconquista, un terreno ubicato davanti alla cattedrale nel centro di Barcellona. In questa maniera gli Arduinici si erano assicurati, attraverso la pars beneficiaria, la metà della corte di Pradarolio-Camaniola con metà del castrum di Porto Maurizio. Una tappa importante nella funzione di tutela dell'ente monastico e chiarificatrice di questi meccanismi è rappresentata dalla riconferma della "libertà romana" ottenuta nel 1044 da papa Benedetto IX su richiesta, oltre che dell'abate Alberto, di Adelaide e del marito, il marchese Enrico del Monferrato.

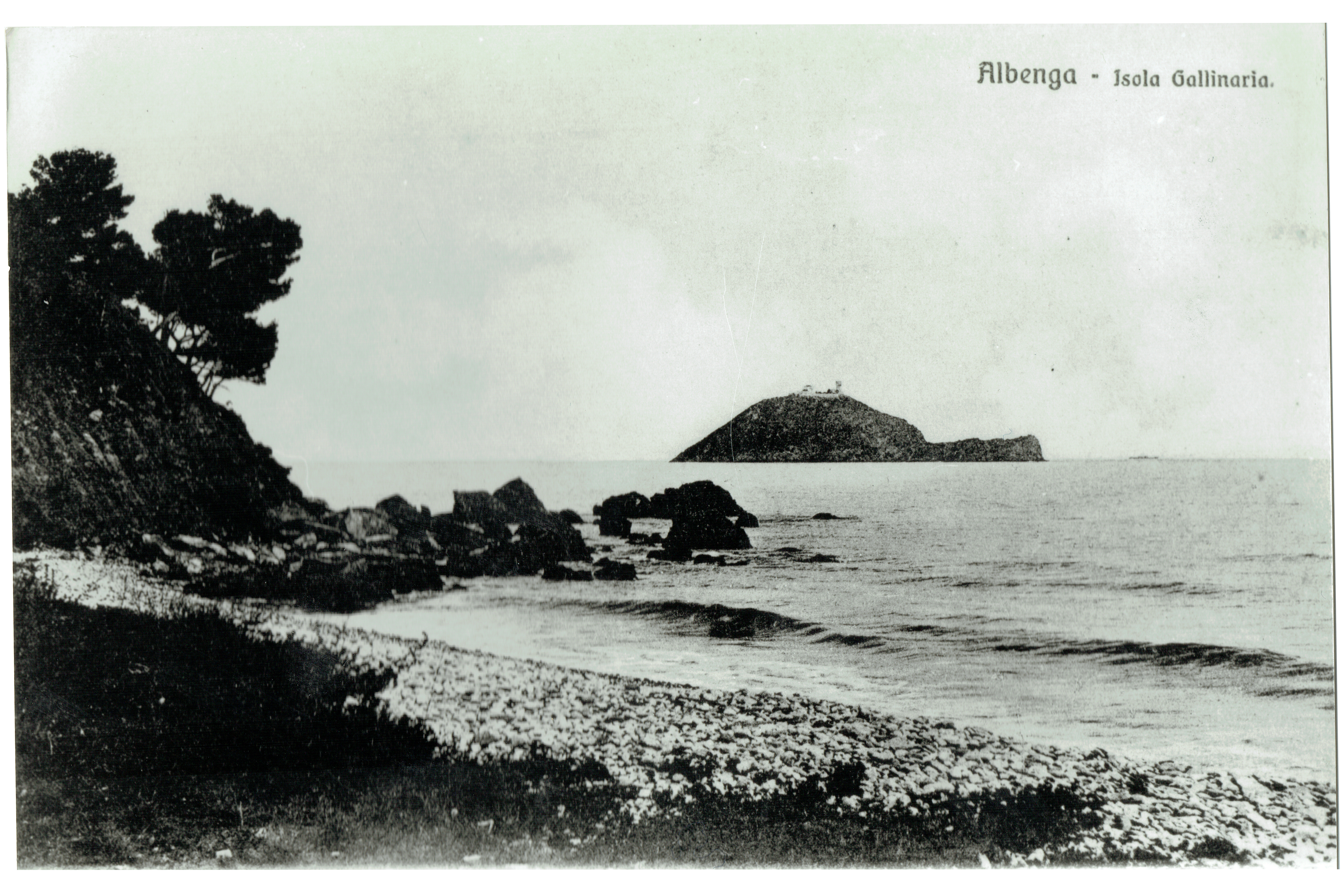
Albenga 1907 Isola Gallinara dalla grotta azzurra

Nel 1064 la marchesa Adelaide di Susa donò il monastero e i suoi possedimenti ingauni e di Porto Maurizio all'abbazia di Abbadia Alpina di Pinerolo.
Nel 1163 sull'isola approdò Papa Alessandro III in fuga da Federico Barbarossa; per la protezione ricevuta dai monaci, il pontefice nel 1169 con una bolla papale fece diventare l'abbazia autonoma e indipendente e venne posta sotto la diretta protezione della Santa Sede.
A partire dal XIII secolo, il monastero subisce una progressiva decadenza finendo sotto il controllo genovese. Nel 1473, con la morte dell'abate Carlo Del Carretto, l'abbazia venne trasformata in commenda e assegnata alla famiglia Costa che la mantenne per i successivi due secoli.
Tra il 1542 e il 1547 Simone Carlone di Savona, podestà genovese ad Albenga, fece erigere sull'isola una torre di avvistamento a difesa della costa, ristrutturata nel 1586 ad opera della Repubblica di Genova, realizzata in forma circolare con muratura strombata contenente una cisterna. Nel XVII secolo la commenda passò ai vescovi di Albenga.

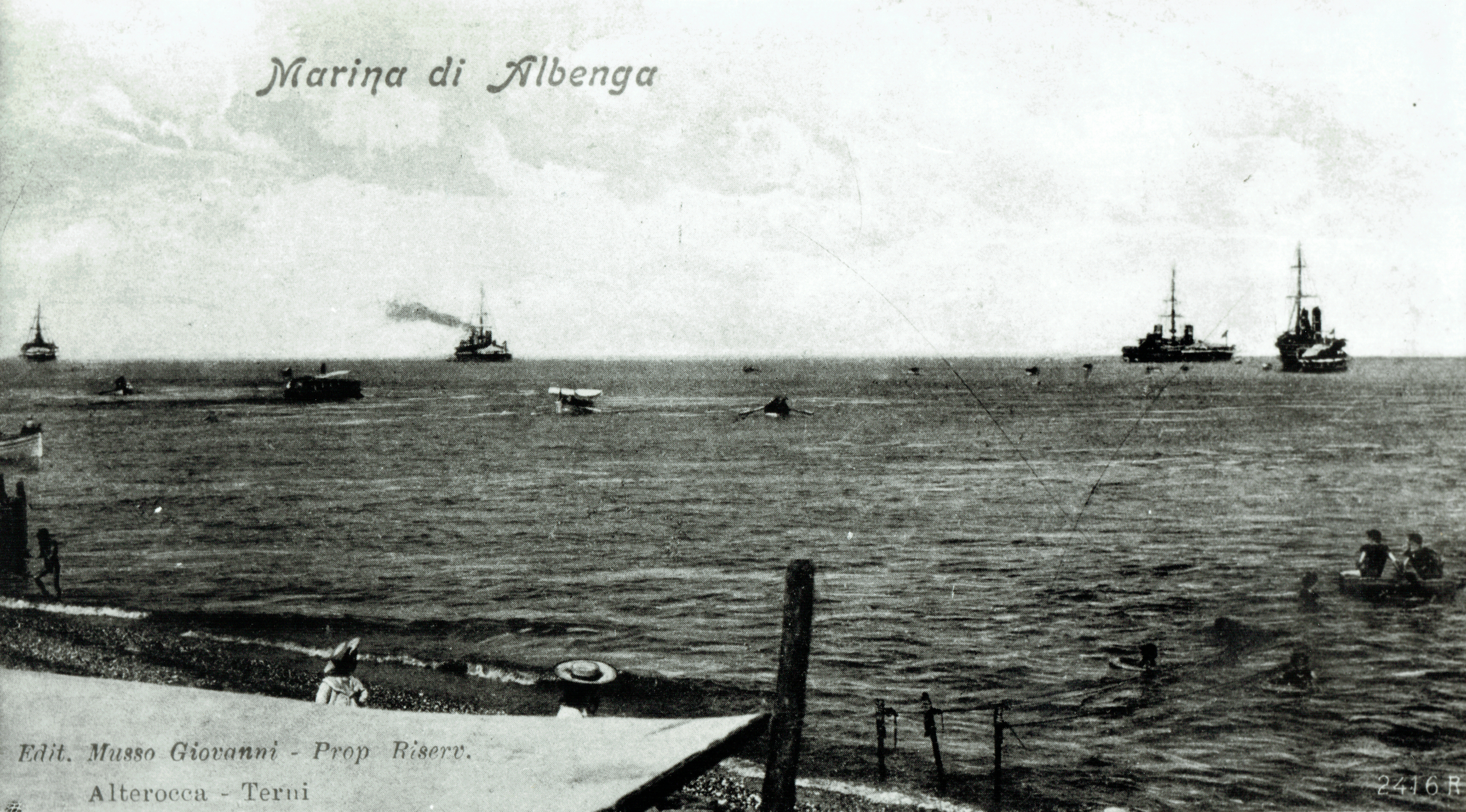
Marina di Albenga, le navi Ferruccio - Varese - Garibaldi - Coatit

Nel gennaio 1866 Fraz Salsig visitò la grotta di San Martino, scrivendo poi che al suo interno restano ancora dei calcinacci e una specie di altare dell'antica cappella, su cui sono deposti gli ossami di uno scheletro umano, nello stesso anno il monastero e l'intera l'isola vennero venduti dal Vescovo Raffaele Biale, suscitando lamentele tra la popolazione, ad un banchiere di Porto Maurizio, Leonardo Gastaldi, che si definì signore dell'isola, passando poi più volte di proprietà nel tempo.
Nel 1905 viene acquistata da Michele Riccardi che realizza una chiesa, in stile neoromanico, dedicata a San Martino. Nel 1932 fu acquistata da Gian Giacomo Roseo, imprenditore lombardo-piemontese che ampliò la villa esistente inserendo il loggiato al primo piano e la piscina antistante, consolidò la torre d'avvistamento del Cinquecento e completò il giardino cintato attorno alla villa sulla sommità dell'isola. La moglie, Adelina Gallo, apportò numerose migliorie alla vegetazione, inserendo olle per i fiori, i cipressi ed altre essenze tipiche della vegetazione mediterranea. Durante l'attività edilizia del nuovo proprietario, nel 1936 sono stati portati alla luce i resti di una chiesa di modeste dimensioni, circa 5 m per 9 di lunghezza, fondata sulla roccia con l'abside semicircolare rivolto a occidente. Nino Lamboglia attribuiva le mura al periodo altomedievale, e supponeva che le abitazioni dei monaci si trovassero dove sorge ora l'abitazione; tuttavia tale ipotesi non è mai stata corroborata da nessuna analisi stratigrafica; tale ipotesi era basata sul fatto che vennero trovati delle tegole ad embrice della tradizione romana oltre che una serie di sepolture di monaci.
Durante la seconda guerra mondiale, sull'isola venne installata una base della Wehrmacht, che vi edifica alcune strutture adibite a deposito e le due gallerie di profilo squadrato, che si intersecano, con delle piazzole ai 4 sbocchi per altrettante postazioni.
Nel luglio 1947 le sue acque furono teatro della tragedia di Albenga, dove morirono affogate 48 persone, in massima parte bambini. A fine anni Cinquanta l'isola fu venduta all'industriale genovese Diana, che realizzò la darsena, l'allacciamento al servizio elettrico e dell'acqua potabile, i cui collegamenti negli anni sono però stati danneggiati. Alla fine degli anni '70 la proprietà dell'isola e la villa vennero frazionate tra più proprietari. Nino Lamboglia effettuò qui il primo recupero subacqueo della storia nel 1950 nelle acque circostanti l'Isola, con la motonave Artiglio grazie alla quale riuscì a recuperare più di 1000 anfore romane che erano sul fondale; queste trasportavano vino proveniente dalla zona di Napoli e dirette probabilmente verso la Gallia. Nel 2017-8 è stata rifatta un'importante analisi con studio sul tipo di nave e sul materiale che trasportava.
Nel 1989 l'isola è stata dichiarata riserva naturale, vi soggiorna sempre un guardiano per preservarla dagli incendi e curarne gli oltre dieci chilometri di sentieri che l'attraversano. Le spese per la sua salvaguardia sono a carico della proprietà privata dell'isola, la Gallinaria S.r.l. con sede a Torino.
Nei fondali circostanti l'isola sono stati trovati vari relitti e manufatti, risalenti in alcuni casi al V secolo a.C. e identificati come provenienti dalla zona di Marsiglia, per via dei commerci avvenuti in passato. Svariati reperti sono conservati nel Museo navale romano di Albenga presso il palazzo Peloso Cepolla, tra cui molte anfore di epoca romana dal periodo repubblicano fino al VII secolo.

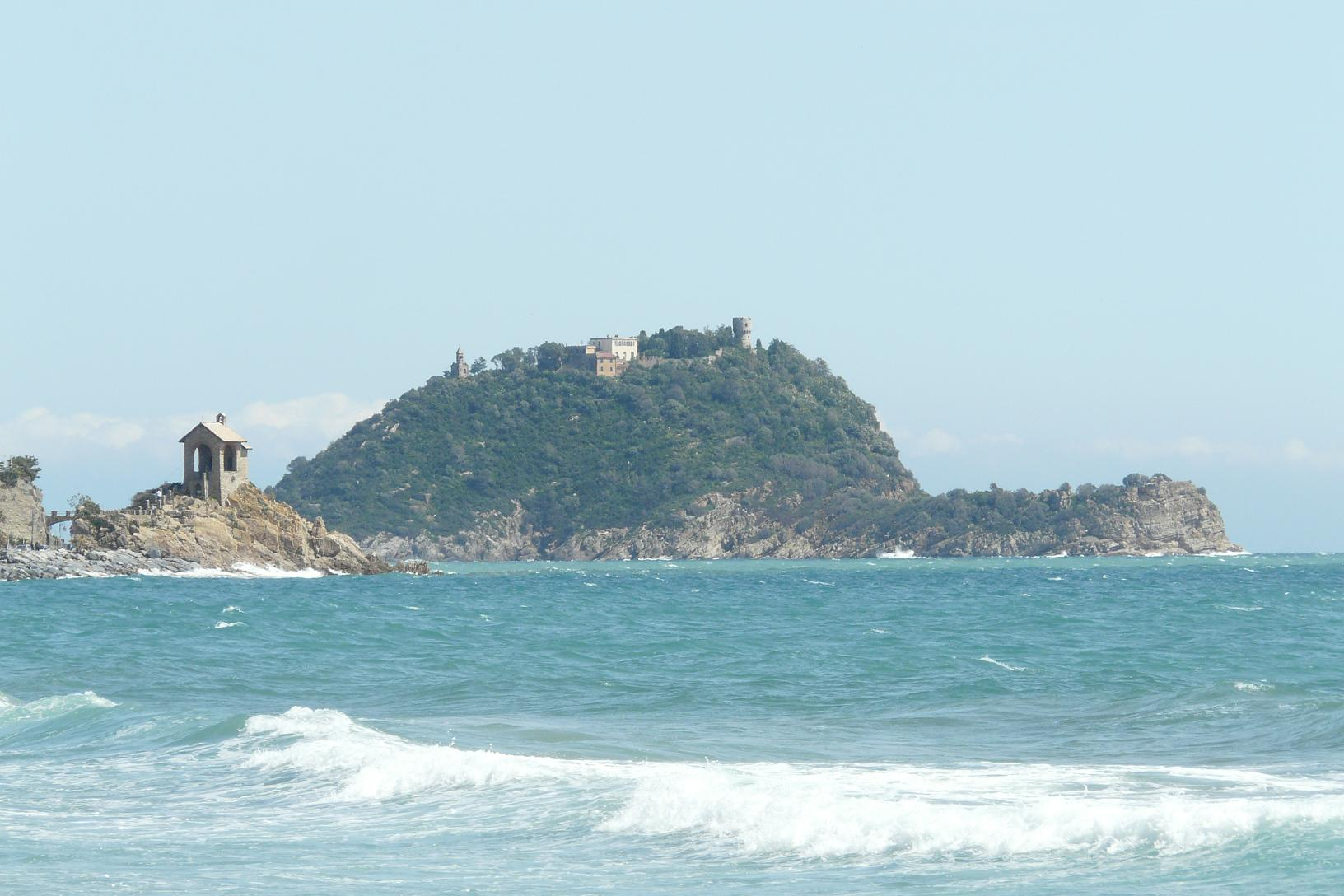
L'Isola Gallinara vista da Alassio

Tra il 1994 e il 1995 l'isola fu oggetto di un'importante campagna di scavi archeologici coordinati da Bruno Massabò. Tale campagna portò a scavare sul versante sud-est, sotto la Grotta di San Martino dove la tradizione genericamente vuole che fosse il rifugio eremitico del Santo. Il primo scavo venne fatto nelle vicinanze su un pendio scosceso; portarono alla luce una tomba alla cappuccina collocata su un pendio scosceso in prossimità della grotta; era priva di corredo e materiali datanti, e venne ritenuta una sepoltura tardo antica di un monaco. Nella grotta venne ritrovata la tomba a cassa in muratura di forma trapezoidale rivestita internamente dal cocciopesto, risalente tra il VI e il VIII secolo; mentre gli scheletri rinvenuti erano del XIV secolo come da analisi radiometrica. Vennero rinvenuti anche dei resti di una lampada vitrea a sospensione, databile tra il IV e il VII secolo; tali scoperte hanno suggerito l'interpretazione della tomba quale segnaculum, cioè un luogo di sepoltura privilegiata il cui prestigio era sottolineato dalla scelta della grotta legata a San Martino.
Nel 2009 vennero realizzati dei lavori edilizi e venne richiesta la sorveglianza archeologica, che fece per la prima volta un'analisi dettagliata sul sito, anche se di limitata area di scavo. Confermò l'attività tardomedievale legata alle ultime fasi di vita del cenobio benedettino, ma anche la frequentazione romana con frammenti ceramici consistenti rinvenuti, quali ceramiche a vernice nera, pareti sottili, terra sigillata, ceramica comune e numerosi contenitori da trasporto, inquadrabili tra l'età repubblica e quella imperiale. Lo scavo avvenne nel salone al pian terreno della villa, che portò alla luce dei muri realizzati con boccette decimetriche legata da tenace malta, oltre che una traccia ormai spogliata, che danno segno della presenza di strutture murate ma di difficile identificazione temporale. Un altro saggio ha portato alla luce strutture di carattere costruttivo di epoca basso medievale, come zeppature e mensiocronologia dei mattoni; lo scavo ha prodotto anche uno strato sottostante livellato in terra battuta trasportata in loco di epoca romana repubblicana. Tali scavi hanno prodotto la certezza che la villa si basi sull'antico monastero benedettino
Nell'agosto 2020 i media hanno dato la notizia che l'isola dovrebbe essere venduta per 30 milioni di Euro all'ingegnere ucraino Olexandr Boguslayev, assistito dagli avvocati Alberto Cortassa e Yannick Le Maux, segnando anche l'inizio di una campagna mediatica atta a convincere le pubbliche amministrazioni a far valere il diritto di prelazione e acquistare l'Isola. Il 19 settembre il MiBACT dà la notizia che lo Stato vuole esercitare il diritto di prelazione per rendere l'Isola pubblica ma, di fatto, la prelazione dello Stato è stata esercitata il 17 settembre solo su Villa Diana, senza accesso al mare, lasciando l'isola, il porto e gli altri edifici, tra cui la chiesa e i resti del monastero, ai privati proprietari.
Sebbene non sia possibile stabilirlo con certezza, apparentemente l'isola ha fornito l'ispirazione per l'Isola Balena del noto Manga (ed Anime) HunterxHunter .

## Gallerie per gli armamenti durante la seconda guerra mondiale
Sull'isola sono presenti due gallerie scavate dai prigionieri di guerra quando l'isola venne occupata dai tedeschi durante la Seconda guerra mondiale. Sono alte circa due metri e hanno una larghezza di circa tre metri, sezione quadrata piuttosto irregolare, poiché non rifinita. Si incrociano con un angolo di 90°, consentendo un controllo marittimo a 360° sulla zona di mare antistante. Alle estremità delle gallerie si trovano delle piazzole di quindici metri per quindici metri, ormai coperte dalla vegetazione, sulle quali i cannoni provenienti dai binari collocati nelle gallerie potevano brandeggiare comodamente. Nelle gallerie venivano stoccati i proiettili. Alla fine della guerra il tutto venne smantellato e portato presso l'Arsenale di La Spezia.

## Attività subacquea

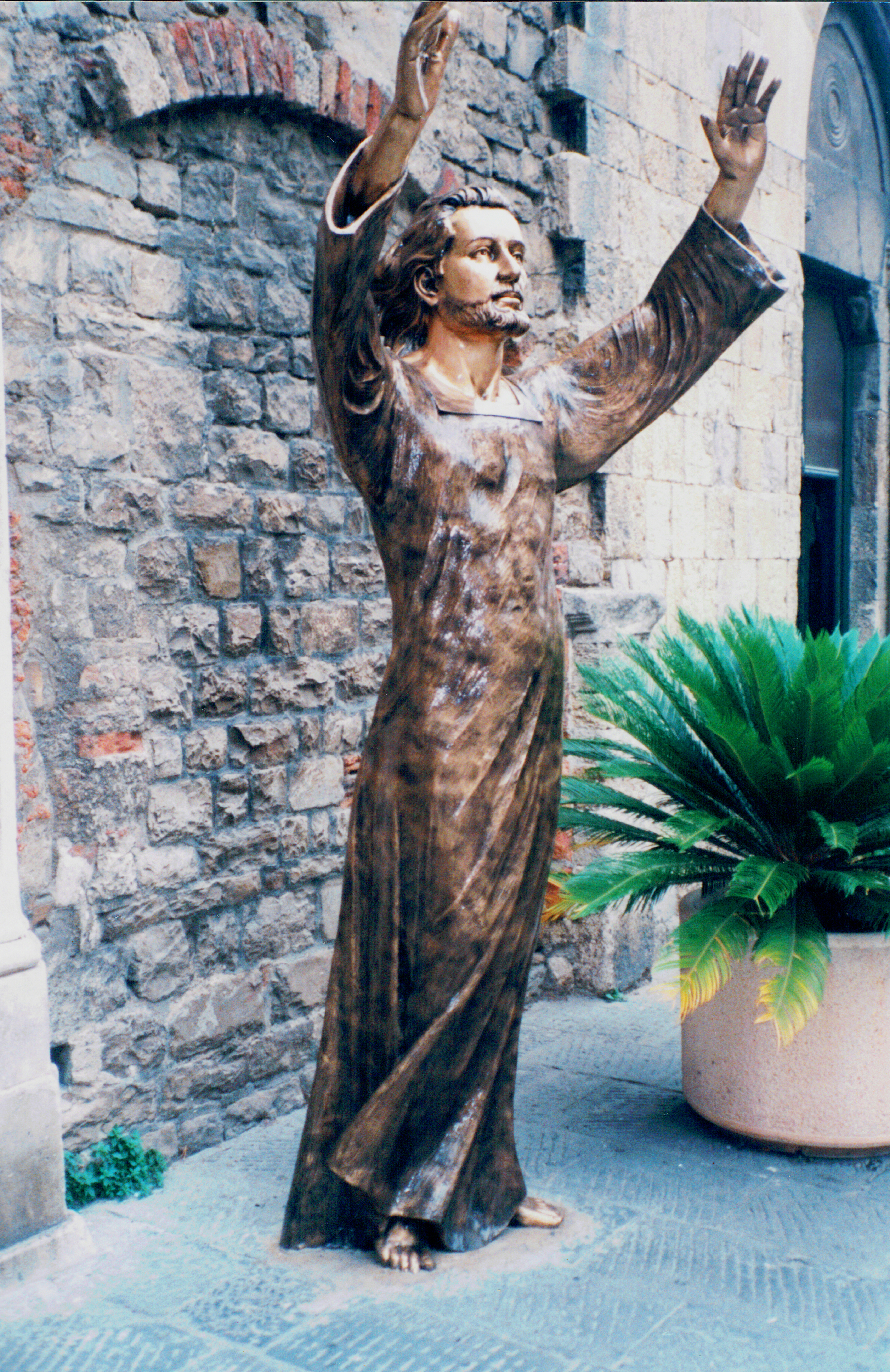
Cristo redentore o degli abissi di Albenga, esposto esternamente alla cattedrale di San Michele prima che venisse affondato vicino all'Isola Gallinara

L'attività subacquea presso l'isola era stata proibita per via della presenza di ordigni bellici inesplosi sul fondale e per via della presenza di un relitto (44°01′00.7″N 8°13′00.5″E) risalente al XVIII secolo.
Una successiva ordinanza ha consentito le immersioni subacquee accompagnate dalle guide locali dei diving center convenzionati. Sui fondali e sulle pareti si possono trovare margherite di mare, spugne gialle (talvolta anche di grosse dimensioni), rare Chaetaster longipes e una grande abbondanza di vita bentonica.
In particolare l'isola presenta due punti di immersione:
- Cristo Redentore a punta Falconara (44°01′24.75″N 8°13′33.96″E)
Nel fondale circostante l'isola è stata posata una statua di un Cristo Redentore il 29 settembre 1998. La statua bronzea è posta a 18 metri di profondità[31], è alta 2 metri e 70 ed è appoggiata su un basamento di cemento di 3 metri x 3[32]. La fauna bentonica è abbondante e caratterizzata da notevoli colonie di nudibranchi[3], mentre oltre il gradone si trovano abbondanti margherite di mare. Il 12 giugno 2011 è stata posta una targa in braille ai piedi della statua, le operazioni sono state effettuate da un gruppo di quattro disabili, tra cui un non vedente, scortati dal 5º nucleo sommozzatori di Genova e dal Comandante della Capitaneria del porto di Alassio, grazie al Centro Idea Blu in collaborazione con HSA Italia.[33]
- Punta Sciusciau (44°01′34.08″N 8°13′44.77″E)
Dai 15 ai 30 metri[3], non presenta alcuna difficoltà particolare, fatta eccezione per la profondità e, talvolta, per la corrente. È frequente l'osservazione di esemplari di notevoli dimensioni di cernie, murene, polpi e scorfani e, verso i 30 metri di profondità, di spugne anche di grosse dimensioni[3].

### Archeologia subacquea
L'Isola era approdo di imbarcazioni fin dall'antichità e per la sciagura di coloro che si interruppero nel viaggio, si trovano oggi diverse testimonianza di imbarcazioni nei dintorni dell'Isola, soprattutto due relitti di navi onerarie romane del I secolo a. C. cariche di anfore. Le navi sono conosciute come Relitto A e Relitto B. Nel 1999 è stato istituito il Nucleo Operativo per l'Archeologia Subacquea in seno alla Soprintendenza per i Beni Archeologici della Liguria, che ha svolto un'intensa attività di ricerca, studio e valorizzazione utilizzando sistemi sperimentali di tipo pionieristico in questo ambito.
- Il Relitto A è il più grande del Mediterraneo indagato dal 1950 con la motonave Artiglio e con la prima ricerca archeologia subacquea della storia coordinata da Nino Lamboglia. Rinvennero alla luce delle anfore (Dressel 1B) e del vasellame a vernice nera, detto Campana perché proveniente dalla Campania; sono state rinvenute anche parti lignee dello scafo e dell'albero grazie al quale si hanno avute maggiori notizie riguardo alla nave, riuscendo perfino a ricostruirne un modello in miniatura. I reperti rinvenuti sono esposti al Museo navale romano in Palazzo Peloso Cepolla ad Albenga.
- Nel 2003 venne rinvenuto un altro relitto (B) più piccolo del precedente a 53 m di profondità e per questo poco studiato, che portava delle anfore Dressel 1C.

## Geografia antropica
L'Isola è costeggiata di punti indicativi, cui i marinai hanno dato dei nomi legati alla tradizione della parlata ligure, che sono:
- Porto nuovo
- Dalla Madonnina (Da a madunina)
- Sotto i lecci (Sutta i érxi)
- La cappella (A capélla)
- Soffiatore (Sciüsciaû)
- San Martino (San Martìn)
- L'archetto (L'èrchéttu)
- Le nasse (E togne)
- Sotto la torre (Sutta a ture)
- La grotta (A grotta)
- La falconara (A furcunařa)
- La nave (A nâve)
- Le pietre (E Ciappe)
- Lo scoglio bianco (U šcöggiu giâncu)
- La coda della rete (A cùa d'a réa)

## Galleria d'immagini

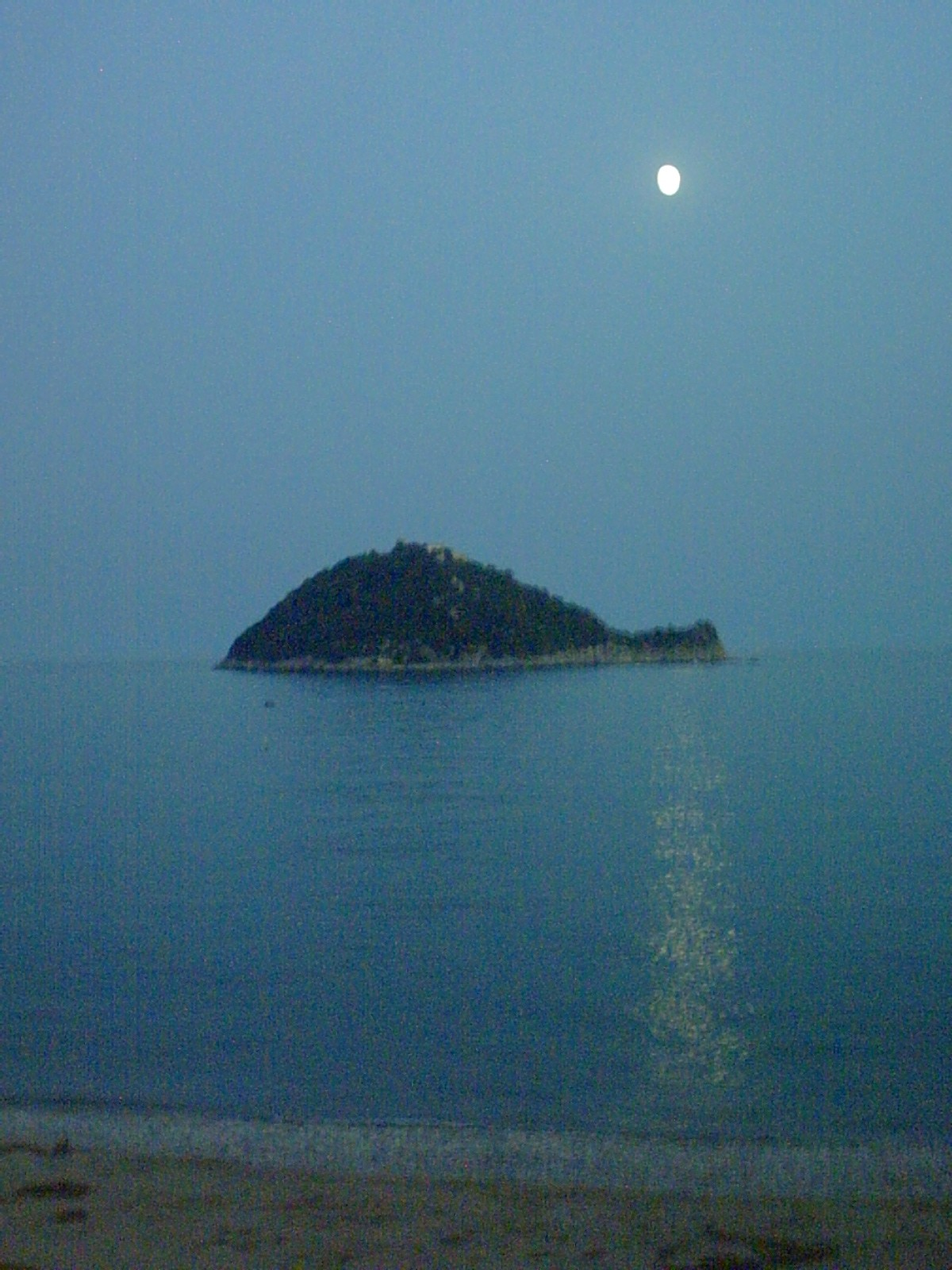
Isola Gallinara di sera
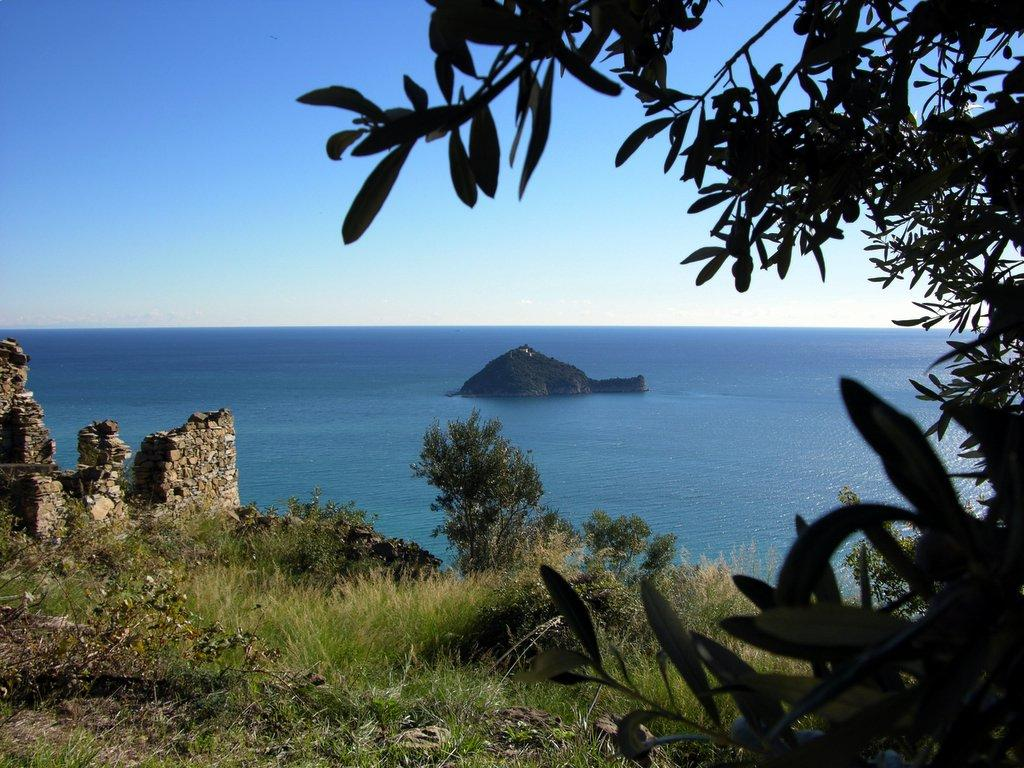
L'isola Gallinara vista dalla costa
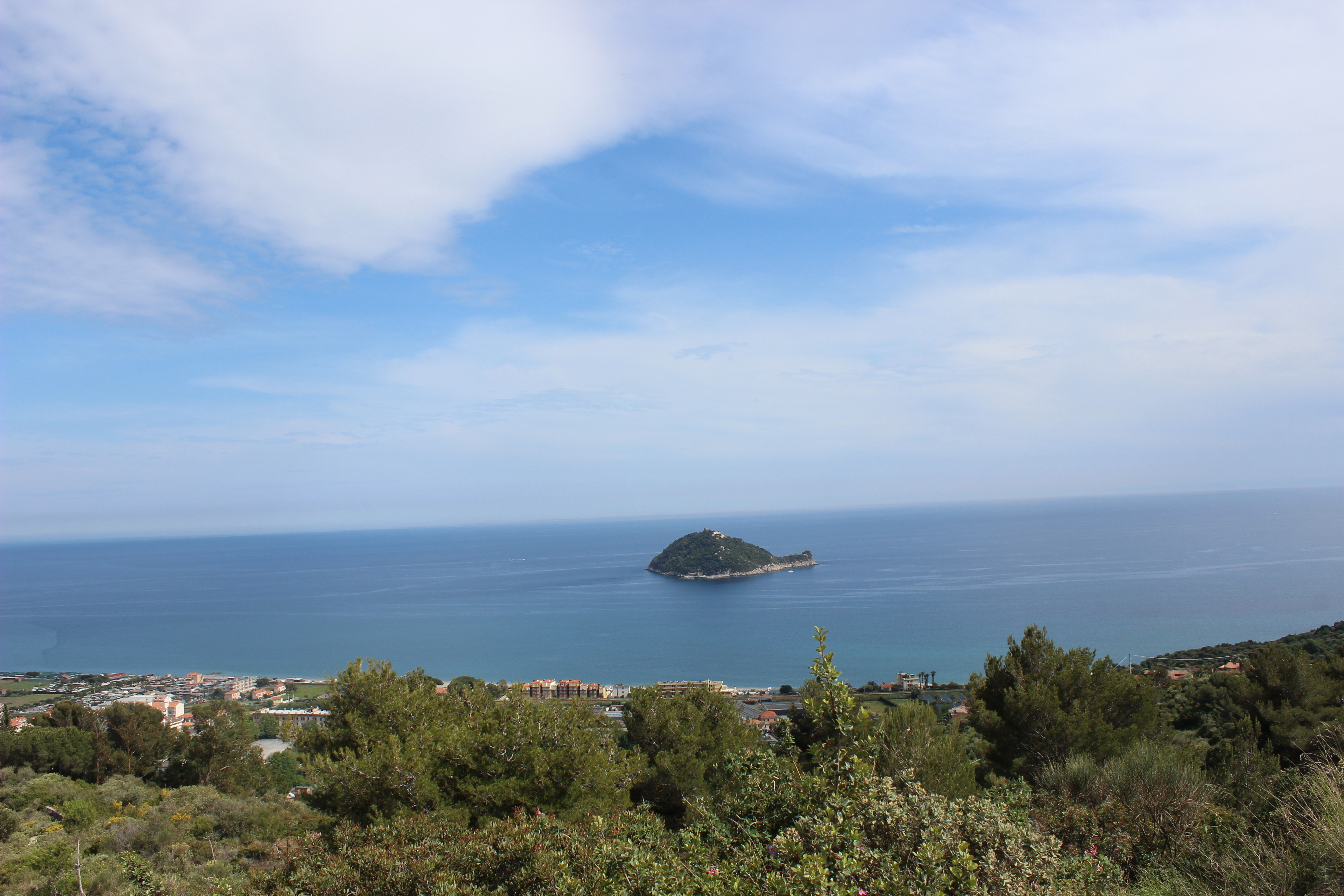
L'isola Gallinara vista dalle colline di Albenga
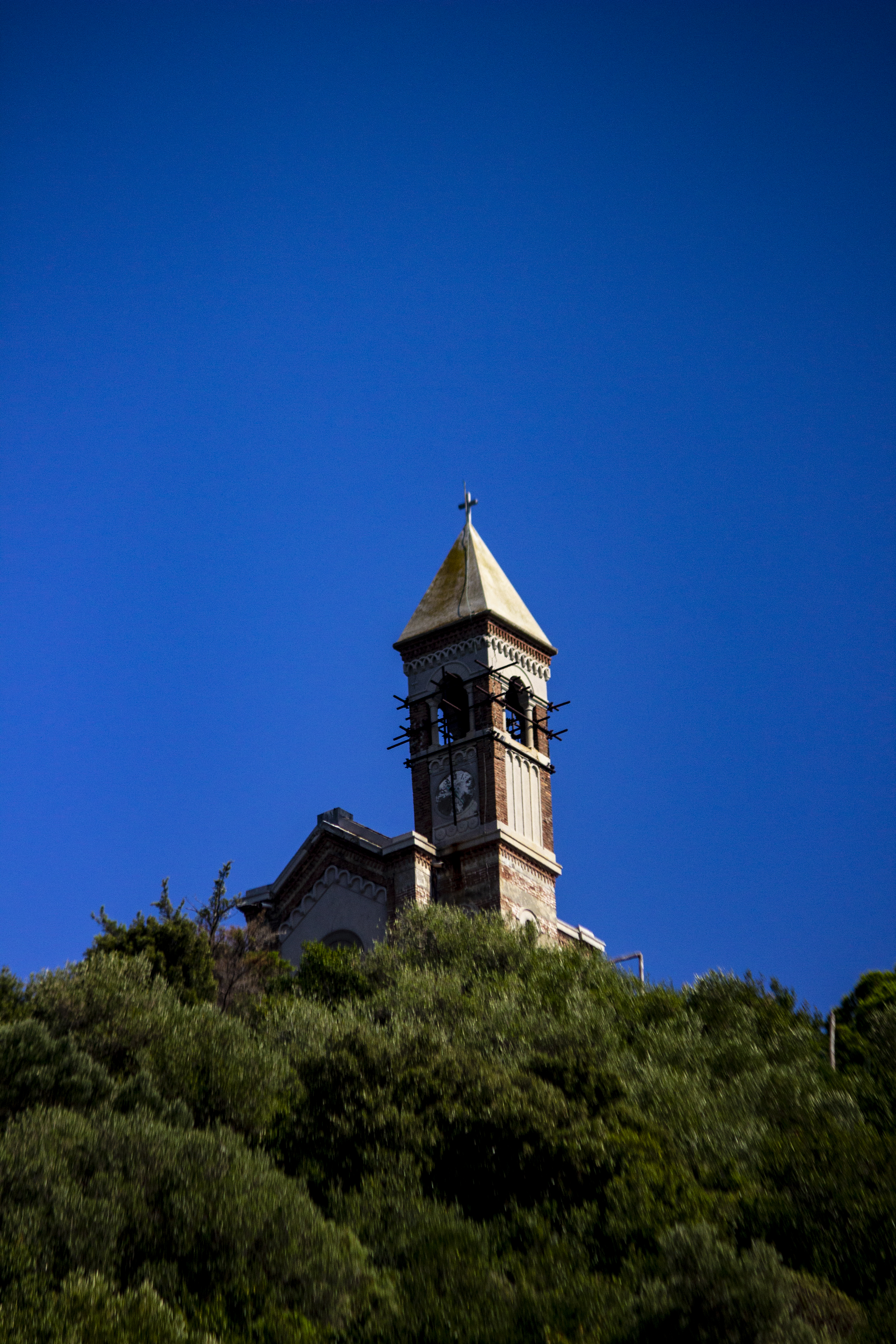
Chiesa di San Martino sull'Isola Gallinara

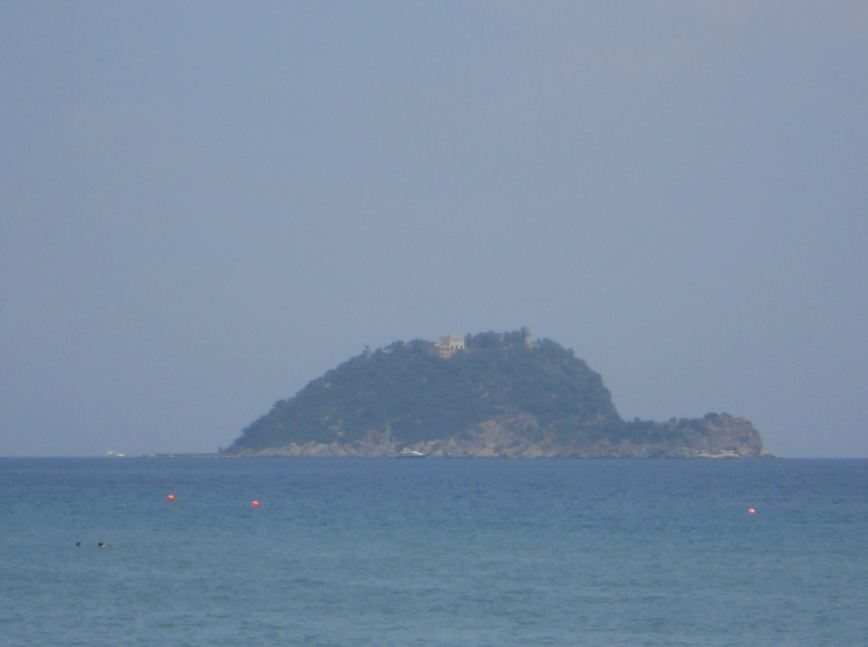
Isola Gallinara